# Poesia (revista)
|  | No s'ha de confondre amb Revista de Poesia. |

La revista Poesia va ser una publicació periòdica creada per Josep Palau i Fabre de manera clandestina durant la dictadura franquista amb l'objectiu de difondre la llengua i la literatura catalanes. Va ser la primera revista en català després de l'esclat de la Guerra Civil Espanyola i se'n van publicar vint exemplars durant el 1944 i 1945. Es va publicar en un context de persecució de les publicacions clandestines. A més, el món literari de Barcelona era tancat i reduït. Palau i Fabra va publicar el 1976 una edició en facsímil dels vint exemplars a l'editorial Proa.
La revista va publicar propostes tradicionals d'autors consolidats com Carles Riba, Josep Maria López-Picó o Josep Maria de Segarra, i alhora, propostes estètiques més trencadores d'autors novells com Joan Triadú, Josep Romeu o Joan Perucho. També va incloure poemes en francès i en castellà, un poema de Rosalía de Castro en gallec i traduccions de l'anglès i del francès d'autors internacionals com Baudelaire, Paul Valéry o William Blake. A banda de textos poètics, s'hi van publicar assajos sobre Ramon Llull, Ausiàs March, Paul Verlaine o Josep Carner.